# 雉本朗造

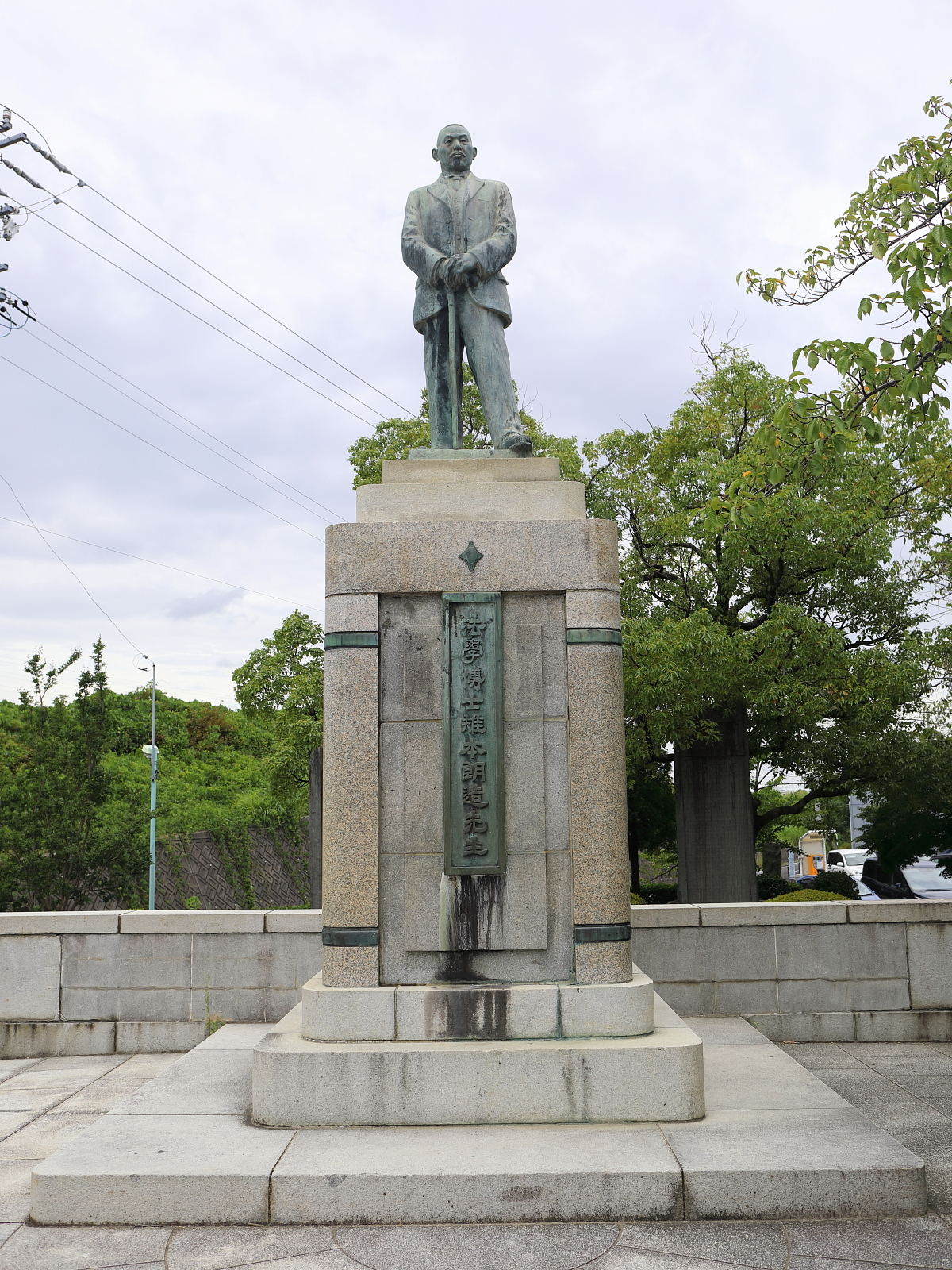
法學博士雉本朗造先生像
（名古屋市緑区浦里）

雉本 朗造（きじもと ときぞう・ろうぞう、1876年1月11日 - 1922年3月15日）は、日本の法学者。専門は民事訴訟法。学位は法学博士。愛知県愛知郡鳴海町笠寺鳴尾（現・名古屋市）生まれ。弟子に山田正三、井上直三郎など。

## 略歴
- 1876年 愛知郡鳴海町笠寺鳴尾に生まれる[2]。
- 1903年 東京帝国大学法科大学独法科卒業（銀時計を授与される）
- 1904年-1908年 ドイツ留学。この間に司法官試補となる。
- 1908年 内閣から臨時台湾旧慣調査委員会委員を任命される[3]。京都帝国大学法科大学教授
- 1909年 法学博士[2]
- 1918年 京都帝国大学法科大学長
- 1920年 大阪に立命館大学付属法律研究所設立。郷里愛知県の鳴海小作争議にかかわる[2]。
- 1922年 静養先からの帰途、航行中の船上から姿を消し、後に遺体で発見される（死因は不明）[2]

## 研究
ドイツで民事訴訟法を学んだ後に帰国し、日本の民事訴訟法を体系化。我が国の民事訴訟法学の基礎を築いた。ドイツ法学に依拠する証明責任論を展開し、真偽不明論を提唱した。また、「生きた法学実践」活動として、兼任していた立命館大学の付属研究所の設立に関与するも、雉本の急死でこの研究所は2年という短期間で閉鎖された。

## 社会活動
「大正デモクラシーの理論的旗手」と称される。
1917年、鳴海の小作人は、長雨を原因とする凶作を理由に小作料の引き下げを要求し、鳴海小作争議が勃発する。雉本家にかつて出入りしていた小作人が、大学教授で高い法律知識をもつ雉本に争議への協力を願い出た。1920年に仲裁に入った雉本に対し、地主側がまったく応じようとしなかったため、雉本は農民の側に立って裁判の参加に踏み切る。この時、立命館大学付属法律研究所も支援。争議は長引き、1922年には帝国議会でも問題となり、小作争議を支援した雉本は非難された（雉本の死の翌年に和解が成立し、小作料が引き下げられた）。

## 著書
- 『民事訴訟法論文集』
- 『民事訴訟法の諸問題』
- 『判例批評録』